# Ian Allinson
Ian James Robert Allinson (* 1. Oktober 1957 in Stevenage) ist ein ehemaliger englischer Fußballspieler.

## Leben und Karriere
Allinson begann seine aktive Spielerkarriere 1974 als Jugendlicher bei Colchester United. 1983 nach einem Aufstieg und zwei Abstiegen mit Colchester kam der Stürmer ablösefrei zum FC Arsenal. Sein Debüt für die Gunners gab er im englischen Ligapokal gegen den FC Walsall. Nach vier Jahren in London ging er 1987 zu Stoke City und ein Jahr später zu Luton Town. Nach einem Jahr in Luton ließ Allinson seine Karriere bei seinem Stammklub Colchester United ausklingen. Nach seinem Karriereende als Spieler trainierte er Harlow Town, den FC Boreham Wood und den FC Stotfold.